# Dos de Mayo (Misiones)
Dos de Mayo é um município da Argentina, Caianguás (departamento), província de Misiones. Possui uma população de 4.588 habitantes e uma área de 483 km².